# Auguste Letenneur
Auguste Letenneur (né le 6 septembre 1832 à Roncey, département de la Manche, où il est mort le 27 novembre 1916) est un marchand ambulant à l'origine de la construction d'un caveau de famille monumental au village de la Rousserie (commune de Roncey en Normandie).

## Biographie
Auguste François Letenneur est né en 1832 dans une famille paysanne et modeste. 
Il est le troisième des sept enfants de Joseph Letenneur (1787-1859) et Sophie Le Royer (1799-1859). Sept enfants naîtront à la suite de son mariage en 1860 avec Henriette Basourdy (1842-1917).
En 1855, il va travailler à Caen, où il pratique divers métiers avant de devenir marchand ambulant. Il revient dans son pays natal en 1870, et s'installe à Saint-Lô où le développement du chemin de fer lui permet de développer son commerce et de s'enrichir.
En autodidacte, Auguste Letenneur constitue une bibliothèque dans son domaine de la Rousserie. Il écrit des poèmes, et ses mémoires. Profondément croyant, il est ouvert aux interrogations métaphysiques, aux préoccupations d’ordre spirituel aussi bien que philosophiques. 
Auguste Letenneur meurt en 1916, à la suite d'un accident agricole. Son épitaphe affirme qu'il « (...) fut un travailleur persévérant et sans reproche. »

## Le « Mausolée Letenneur »
Dès 1900, Auguste Letenneur entreprend la construction d'un tombeau au domaine de la Rousserie, dans le Cotentin, qui doit être un lieu de rencontre pour ses descendants. Cet édifice est si grand et original qu'on le nomme le « Mausolée Letenneur », il est devenu un lieu touristique. L'ensemble est composé d’une crypte, d'une tour de vingt-trois mètres surmontée d'une terrasse, d'une salle à manger à l'étage, et de deux chambres pour les visiteurs et leur recueillement, munies de cheminées. La crypte héberge le tombeau du fondateur, ainsi que ceux de son épouse et de deux de ses enfants. Au premier étage de la tour se trouve une salle à manger.

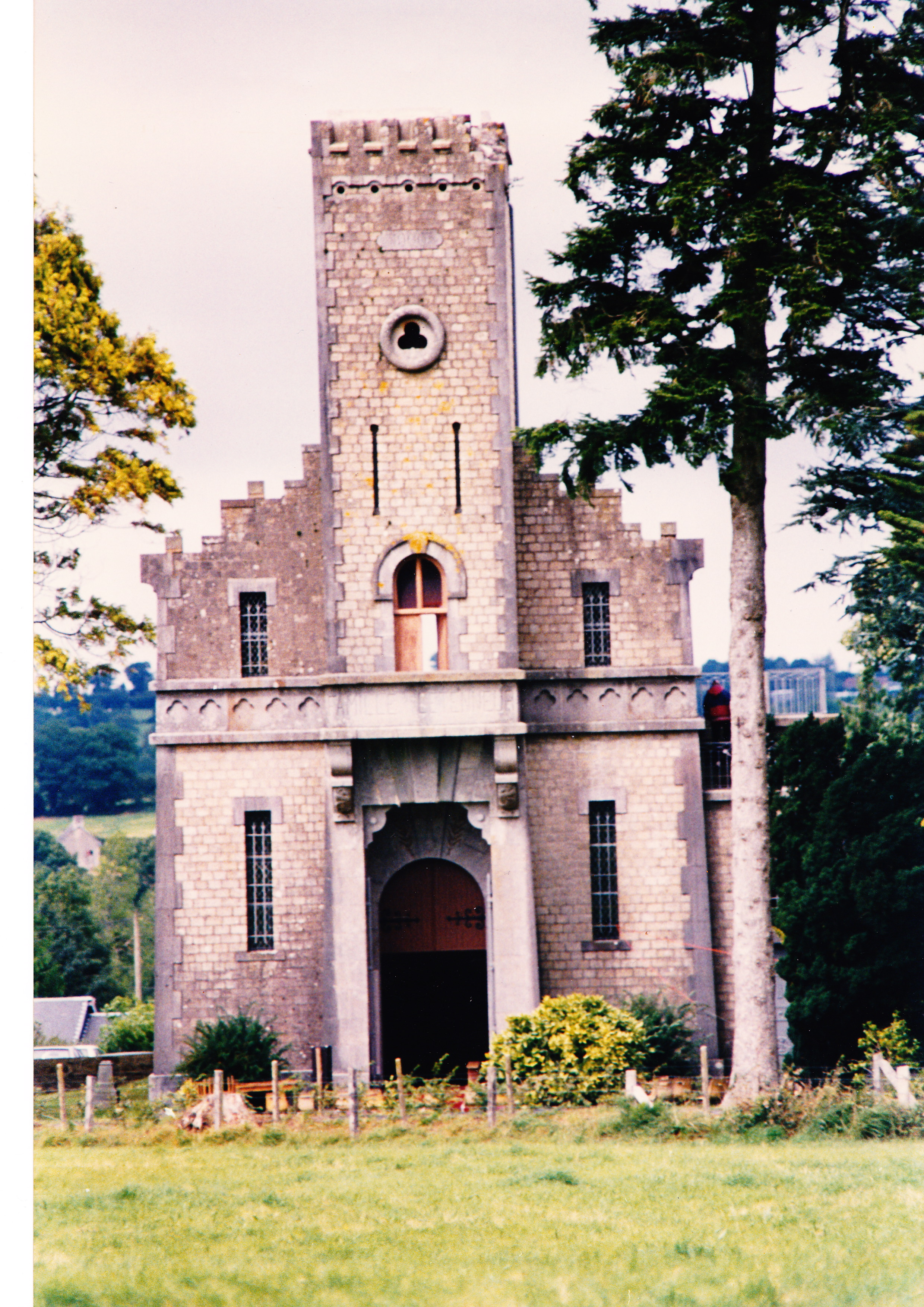
Mausolée construit en 1900

Dans l'esprit de leur concepteur, ces bâtiments doivent être le symbole d’élévation de l’âme, et inciter à une réflexion sur la vie et son sens. Auguste Letenneur a apparemment surtout voulu exprimer le succès de son ascension sociale, et s'affirmer face aux autorités civiles et religieuses : sa tour devait être « plus haute que l'église ». Le maire aurait refusé que cet imposant monument soit édifié dans le cimetière.  
Auguste Letenneur a construit lui-même dans le parc proche, à l’emplacement d’une source naturelle, une fontaine en pierre et en ciment qu'il a nommée « La Fontaine du Pucelage ». En forme de coquillage, elle symbolise le sexe féminin, source de vie. Un vase ouvragé et un pot de terre sont représentés de part et d'autre, qui expriment l’inégalité des hommes à la naissance.

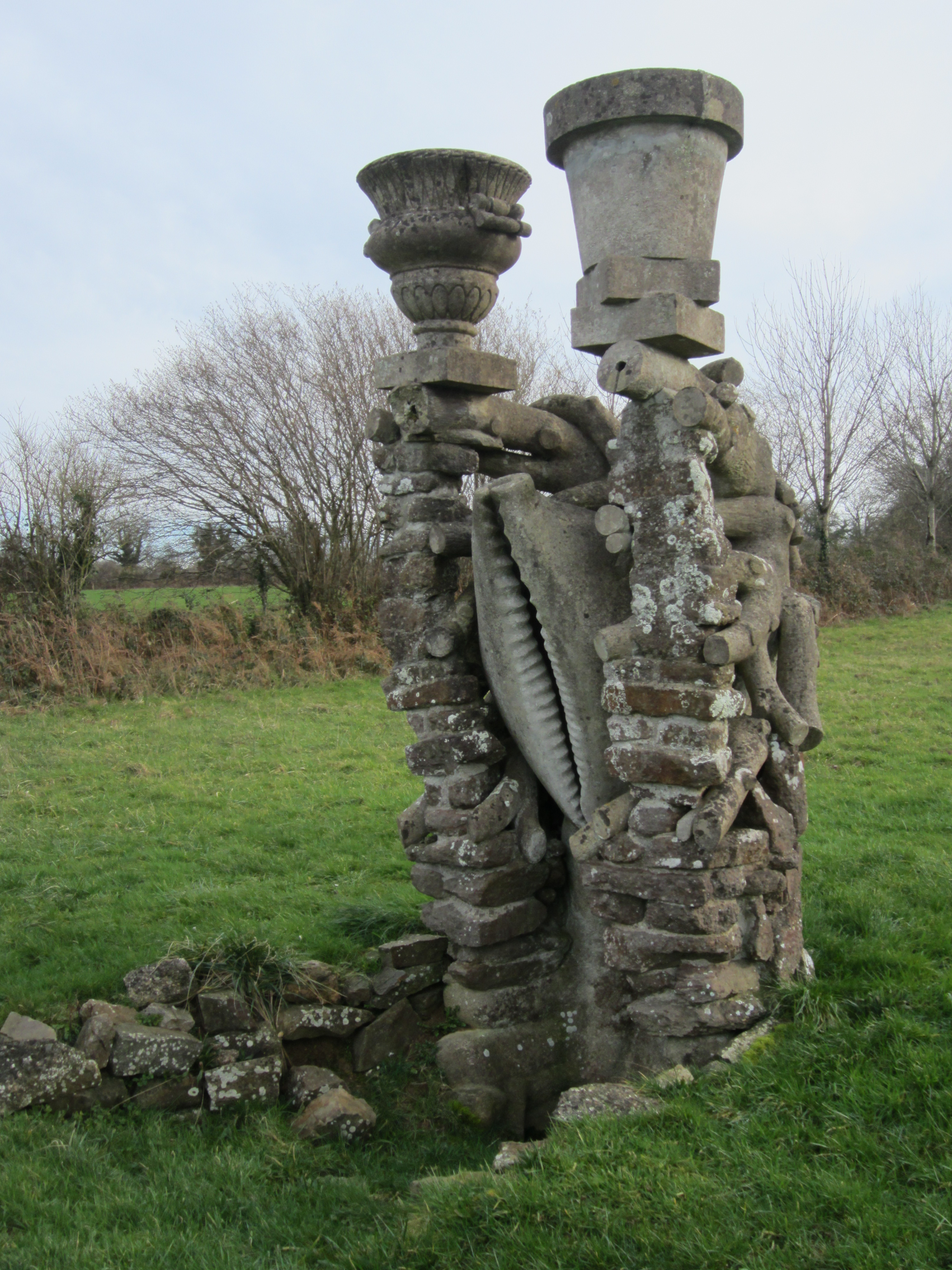
La fontaine du pucelage

Les lieux, dégradés par le temps, ont été cédés en 1993 par les héritiers à la commune de Roncey.